# Mariusz Tyranowski
Mariusz Tyranowski (* 1955) ist ein ehemaliger polnischer Basketballspieler.

## Werdegang
Tyranowski, der als 2,07 Meter großer Spieler auf der Innenposition zum Einsatz kam, gehörte von 1972 bis 1982 der Mannschaft von Lech Posen an. 1974 nahm er mit Polens Auswahl an der Junioren-Europameisterschaft in Frankreich teil.
In Deutschland spielte Tyranowski 1984/85 und 1985/86 für den Zweitligisten VfL Jahn Bamberg. Im Spieljahr 1986/87 trat er mit den BC Giants Osnabrück in der Basketball-Bundesliga an und wechselte zur Saison 1987/88 zum Zweitligisten TuS Bramsche.